# Gmina Branice
Die Gmina Branice ist eine Landgemeinde im Powiat Głubczycki in der Woiwodschaft Opole in Polen. Ihr Sitz ist das gleichnamige Dorf (deutsch Branitz, tschechisch Bránice) mit etwa 2300 Einwohnern.

## Geographie
Die Gemeinde grenzt an die Stadt-und-Land-Gemeinden der Kreisstadt Głubczyce (Leobschütz) und von Kietrz (Katscher) sowie an Tschechien. Ein Teil der Grenze wird durch die Opawa (Oppa, Opava) gebildet. Auf Gemeindegebiet befindet sich der 328 Meter hohe Plechowa Góra (Blechberg).

## Geschichte
Das Gemeindegebiet gehörte 1874 zu den Landgemeinden Branitz und Michelsdorf sowie den gleichnamigen Gutsbezirken im  Amtsbezirk Branitz.
In den Jahren 1936 bis 1939 wurde ein Teil der Ortsnamen geändert. Im Jahr 1945 kam das Gebiet als Folge des Zweiten Weltkriegs an Polen. Die deutsche Bevölkerung wurde zu einem großen Teil vertrieben oder war geflüchtet. Ein Teil der neuen Bewohner war seinerseits im Zuge der Zwangsumsiedlung von Polen aus den ehemaligen polnischen Ostgebieten 1944–1946 vertrieben worden. Branice und Kietrz wurden 1972 vom Erzbistum Olmütz in das Erzbistum Breslau umgegliedert.
Von 1975 bis 1998 gehörte die Gemeinde zur kleiner zugeschnittenen Woiwodschaft Opole.

## Politik

### Gemeindevorsteher
An der Spitze der Gemeindeverwaltung steht der Gemeindevorsteher. Dies ist Sebastian Baca, der für das Wahlkomitee „Wir bauen die Gemeinde Branice auf“ antritt. Die turnusmäßige Wahl im April 2015 führte zu folgendem Ergebnis:
- Sebastian Baca (Wahlkomitee „Wir bauen die Gemeinde Branice auf“) 79,2 % der Stimmen
- Krzysztof Słowik (Wahlkomitee „Wojciech“ Branice) 20,8 % der Stimmen

Damit wurde Amtsinhaber Baca erneut bereits im ersten Wahlgang als Gemeindevorsteher wiedergewählt.
Die turnusmäßige Wahl im Oktober 2018 führte zu folgendem Ergebnis:
- Sebastian Baca (Wahlkomitee „Wir bauen die Gemeinde Branice auf“) 85,3 % der Stimmen
- Krzysztof Słowik (Prawo i Sprawiedliwość) 14,7 % der Stimmen

Damit wurde Baca bereits im ersten Wahlgang als Gemeindevorsteher wiedergewählt.

### Gemeinderat
Der Gemeinderat besteht aus 15 Mitgliedern und wird von der Bevölkerung in Einpersonenwahlkreisen gewählt. Die Gemeinderatswahl 2024 führte zu folgendem Ergebnis:
- Wahlkomitee „Wir bauen die Gemeinde Branice auf“ 48,1 % der Stimmen, 8 Sitze
- Wahlkomitee „Wojciech“ Branice 40,3 % der Stimmen, 5 Sitze
- Wahlkomitee für Menschen, Kultur und Sport 8,3 % der Stimmen, 1 Sitz
- Prawo i Sprawiedliwość (PiS) 3,3 % der Stimmen, kein Sitz
- Wahlkomitee Fabiana Russ 1 Sitz (gewählt ohne Gegenkandidaten in stiller Wahl)

Die Gemeinderatswahl 2018 führte zu folgendem Ergebnis:
- Wahlkomitee „Wir bauen die Gemeinde Branice auf“ 42,8 % der Stimmen, 8 Sitze
- Wahlkomitee „Wojciech“ Branice 22,3 % der Stimmen, 3 Sitze
- Prawo i Sprawiedliwość (PiS) 18,4 % der Stimmen, 2 Sitze
- Wahlkomitee für Menschen, Kultur und Sport 7,9 % der Stimmen, 1 Sitz
- Wahlkomitee „Entwicklung der Gemeinde Branice“ 6,2 % der Stimmen, 1 Sitz
- Koalicja Obywatelska (KO) 2,4 % der Stimmen, kein Sitz

### Partnerstädte
Zu der jenseits der Grenze gelegenen Partnergemeinde Úvalno (Lobenstein) in Tschechien wurde 1996 ein kleiner Grenzverkehr eingerichtet.

## Gliederung
Die Landgemeinde Branice besteht aus den folgenden 19 Dörfern:
- Bliszczyce (Bleischwitz)
- Boboluszki (Boblowitz, auch Bobolusk[8], tschechisch Bobolusky, 1936–45: Hedwigsgrund)
- Branice (Branitz)
- Dzbańce (Krug, tschechisch Džbánce)
- Dzierżkowice (Dirschkowitz, tschechisch Držkovice, 1936–45: Dirschkenhof)
- Gródczany (Hratschein, tschechisch Hradčany, 1936–45: Burgfeld)
- Jabłonka (Klemstein)
- Jakubowice (Jakubowitz, 1936–45: Jakobsfelde)
- Jędrychowice (Hennerwitz)
- Lewice (Löwitz)
- Michałkowice (Michelsdorf)
- Niekazanice (Osterwitz, 1936–45: Osterdorf) mit dem Ortsteil
  - Niekazanice-Kałduny (Kaldaun, 1937–45: Osterdorf-Kaldaun)
- Posucice (Poßnitz)
- Turków (Turkau)
- Uciechowice (Auchwitz)
- Wiechowice (Wehowitz, tschechisch Vehovice, 1939–45: Wehen)
- Włodzienin (Bladen, tschechisch Vladěnín)
- Wódka (Hochkretscham)
- Wysoka (Waissak, 1936–45: Lindau)

Zwei weitere Siedlungen sind:
- Dzbańce-Osiedle (früher Dzbańce PGR oder Dzbańce-Górki; ehemals Krug Paulinenhof)
- Włodzienin-Kolonia  (Josephstal[9] oder Kolonie Bladen[10], tschechisch Josefov)

## Persönlichkeiten
- Konrad Blažek (1839–1903), Genealoge und Heraldiker, geboren in Hennerwitz
- Christine Kühne (* 1938), Vorsitzende der CK-CARE (Christine Kühne – Center for Allergy Research and Education)[11], einer Teilstiftung der Schweizer Kühne-Stiftung
- Anton Raida (1856–?), Maler und Restaurator, geboren in Boblowitz
- Alfons Tracki (1896–1946), Priester in Albanien, geboren in Bleischwitz.